# Amt Hagenow-Land
Amt Hagenow-Land – niemiecki związek gmin leżący w kraju związkowym Meklemburgia-Pomorze Przednie, powiecie Ludwigslust-Parchim. Siedziba związku znajduje się w mieście Hagenow. Powstał 26 września 1991.
W skład związku wchodzi 19 gmin wiejskich (Gemeinde):
1. Alt Zachun
2. Bandenitz
3. Belsch
4. Bobzin
5. Bresegard bei Picher
6. Gammelin
7. Groß Krams
8. Hoort
9. Hülseburg
10. Kirch Jesar
11. Kuhstorf
12. Moraas
13. Pätow-Steegen
14. Picher
15. Pritzier
16. Redefin
17. Strohkirchen
18. Toddin
19. Warlitz

26 maja 2019 gmina Setzin została przyłączona do gminy Toddin.